# Barevo
Barevo är ett samhälle i Bosnien och Hercegovina.   Det ligger i entiteten Federationen Bosnien och Hercegovina, i den centrala delen av landet, 110 kilometer nordväst om huvudstaden Sarajevo. Barevo ligger 585 meter över havet och antalet invånare är 837.
Terrängen runt Barevo är kuperad. Närmaste större samhälle är Divičani, 7,2 kilometer sydost om Barevo. 
Omgivningarna runt Barevo är en mosaik av jordbruksmark och naturlig växtlighet. Runt Barevo är det ganska tätbefolkat, med 93 invånare per kvadratkilometer.